# Tiempo muerto (película de 2016)
Tiempo muerto es una película argentina dirigida por Víctor Postiglione y protagonizada por Luis Luque, Guillermo Pfening y María Nela Sinisterra. Fue estrenada el 12 de mayo de 2016.

## Sinopsis
Franco pierde a su mujer en un accidente. En la desesperación recurre a un extraño hombre que dicen que tiene el poder de volver a hacerte vivir un recuerdo con una persona fallecida. A este fenómeno se lo llama "tiempo muerto". Franco a creer que este mito puede no solo ser verdad sino que también quizás pueda recuperar a su pareja.

## Reparto
- Luis Luque como Franco
- Guillermo Pfening como Franco
- María Nela Sinisterra como Julia